# توبي كان
توبي كان (بالإنجليزية: Toby Kane)‏ هو متزحلق جبال الألب أسترالي، ولد في 30 ديسمبر 1986 في سيدني في أستراليا.

## روابط خارجية
- توبي كان على موقع Paralympic.org (الإنجليزية)
- توبي كان على موقع IPC.InfostradaSports.com (مؤرشف) (الإنجليزية)